# Cornelius Laco
Cornelius Laco, död 69, var en romersk equester. Vid Galbas tillträde som romersk kejsare i juni 68 utnämndes Laco till praetorianprefekt. Galbas regeringstid blev dock tämligen kortvarig och han mördades den 15 januari 69. Laco förvisades till en ö där han senare mördades på order av kejsar Otho.